# BR-277

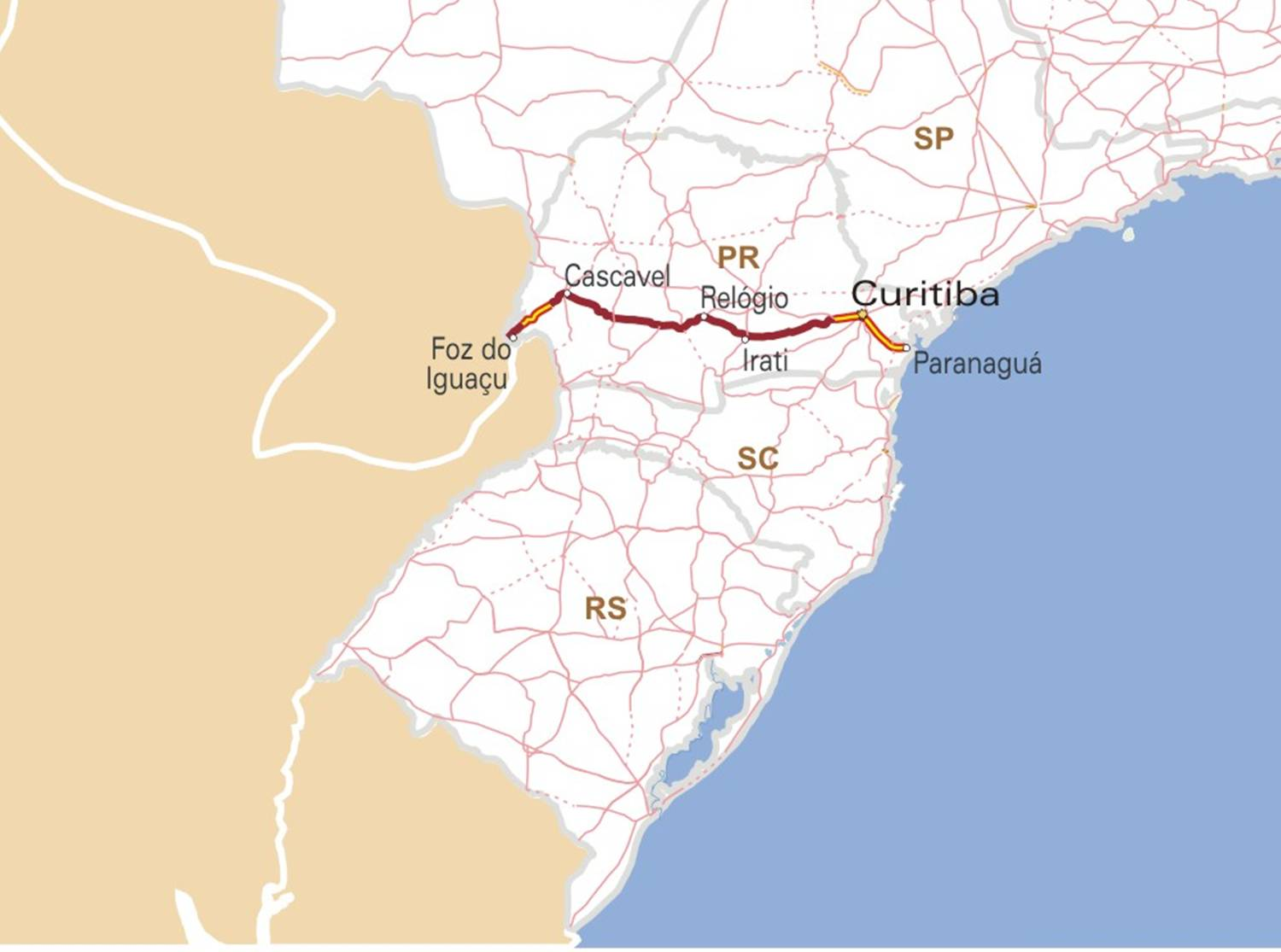
La BR-277

La BR-277, también denominada como Grande Estrada, es una carretera brasileña y atraviesa el Estado de Paraná (en el Brasil) de este a oeste, partiendo desde los límites del Océano Atlántico hasta los límites con la República del Paraguay. 
Su recorrido se inicia en la ciudad portuaria de Paranaguá (km. 0), atraviesa Curitiba (la capital del Estado brasileño de Paraná, en el km. 90) y termina en la ciudad de Foz do Iguaçu (km. 730), en el Puente de la Amistad, frontera con Ciudad del Este, Paraguay.

## Historia
Inaugurada en marzo de 1969, tiene 730 km de extensión, y corta el estado de Paraná en sentido este-oeste, a lo largo del paralelo 25°30', uniendo las ciudades de Paranaguá con Curitiba, Campo Largo, Irati, Ponta Grossa, Guarapuava, Laranjeiras do Sul, Cascavel y Foz do Iguaçu, comunicándose en Paraguay con la  Ruta PY-02 (antigua Ruta 7), que siguiendo la misma orientación, pasa por Ciudad del Este hasta Asunción (capital de Paraguay).
Concluida la duplicación de la Carretera Presidente Dutra, la BR-277 pasó a constituirse en la principal meta del gobierno brasileño, por ser la principal vía terrestre de Paraná y una de las más importantes de Brasil, al ser considerada como integrante del corredor del Mercosur. Se encuentra duplicada desde Foz de Iguazú hasta Medianeira, y desde Paranagua hasta la intersección con la BR-376 (km. 140). Por la BR-376 se encuentra la intersección de la BR-101, hacia el sur, que se dirige a ciudades como Florianópolis y Camboriú (Estado de Santa Catarina); o por la BR-116, hacia el noreste, que se dirige a São Paulo.

## Importancia económica
La carretera tiene una gran importancia económica para Brasil e incluso para Paraguay, ya que conecta la frontera Brasil-Paraguay con el Puerto de Paranaguá. 
Por parte de Brasil, es una de las carreteras más importantes de la Región Sur del Brasil, pues conecta Curitiba (la capital del Estado y la tercera ciudad con mayor PIB del Brasil) con la ciudad portuaria de Paranaguá (que cuenta con salida al Océano Atlántico), y con la ciudad fronteriza de Foz de Iguazú, una de las ciudades más turísticas del Brasil, por las Cataratas del Iguazú, la Central hidroeléctrica de Itaipú y el comercio con Paraguay). Mientras que para Paraguay, sirve como "salida al mar", utilizando el puerto de Paranagua para sus exportaciones internacionales, teniendo conexión directa con Asunción (la capital de Paraguay) por medio de la Ruta PY-02 dentro de territorio paraguayo.
En la frontera existe un intenso comercio entre los dos países; Hay un gran turismo en la zona de Foz do Iguaçu debido al comercio fronterizo y principalmente por las Cataratas del Iguazú y la Central de Itaipu. En Paraná, hay una gran producción de soja, maíz, pollo, leche, celulosa y pescado, entre otros productos (que se exportan en Paranaguá), y Paraguay utiliza el puerto para realizar parte de sus exportaciones por el Océano Atlántico.

## Cabinas de peajes
En todo el trayecto hay 10 cabinas de peajes de diferentes concesionarias, desde Paranagua (kilómetro 0.), hasta Foz de Iguazú (km. 730). 
- km 60 S. José dos Pinhais (EPR)
- km 132 S. Luiz do Purunã (Rodonorte)
- km 158 Porto Amazonas (Caminhos do Parana)
- km 248 Irati (Caminhos do Parana)
- km 302 Prudentópolis (Caminhos do Parana)
- km 388 Candoi (Rodovia das Cataratas)
- km 464 Laranjeiras do Sul (Rodovia das Cataratas)
- km 568 Cascavel (Rodovia das Cataratas)
- km 620 Ceu Azul (Rodovia das Cataratas)
- km 704 São Miguel Iguaçu (Rodovia das Cataratas)

## Ciudades principales
- kilómetro 0  Paranaguá (km 730 desde Foz do Iguaçu)
- km 90 Curitiba (km 640 desde Foz do Iguaçu)
- km 130 Campo Largo (km 600 desde Foz do Iguaçu)
- km 215 Ponta Grossa (km 515 desde Foz do Iguaçu)
- km 250 Irati (km 480 desde Foz do Iguaçu)
- km 360 Guarapuava (km 370 desde Foz do Iguaçu)
- km 460 Laranjeiras do Sul (km 270 desde Foz do Iguaçu)
- km 595 Cascavel (km 135 desde Foz do Iguaçu)
- km 670 Medianeira (km 60 desde Foz do Iguaçu)
- km 710 Santa Terezinha de Itaipu (km 20 desde Foz do Iguaçu)
- km 730 Foz do Iguaçu

## Galería

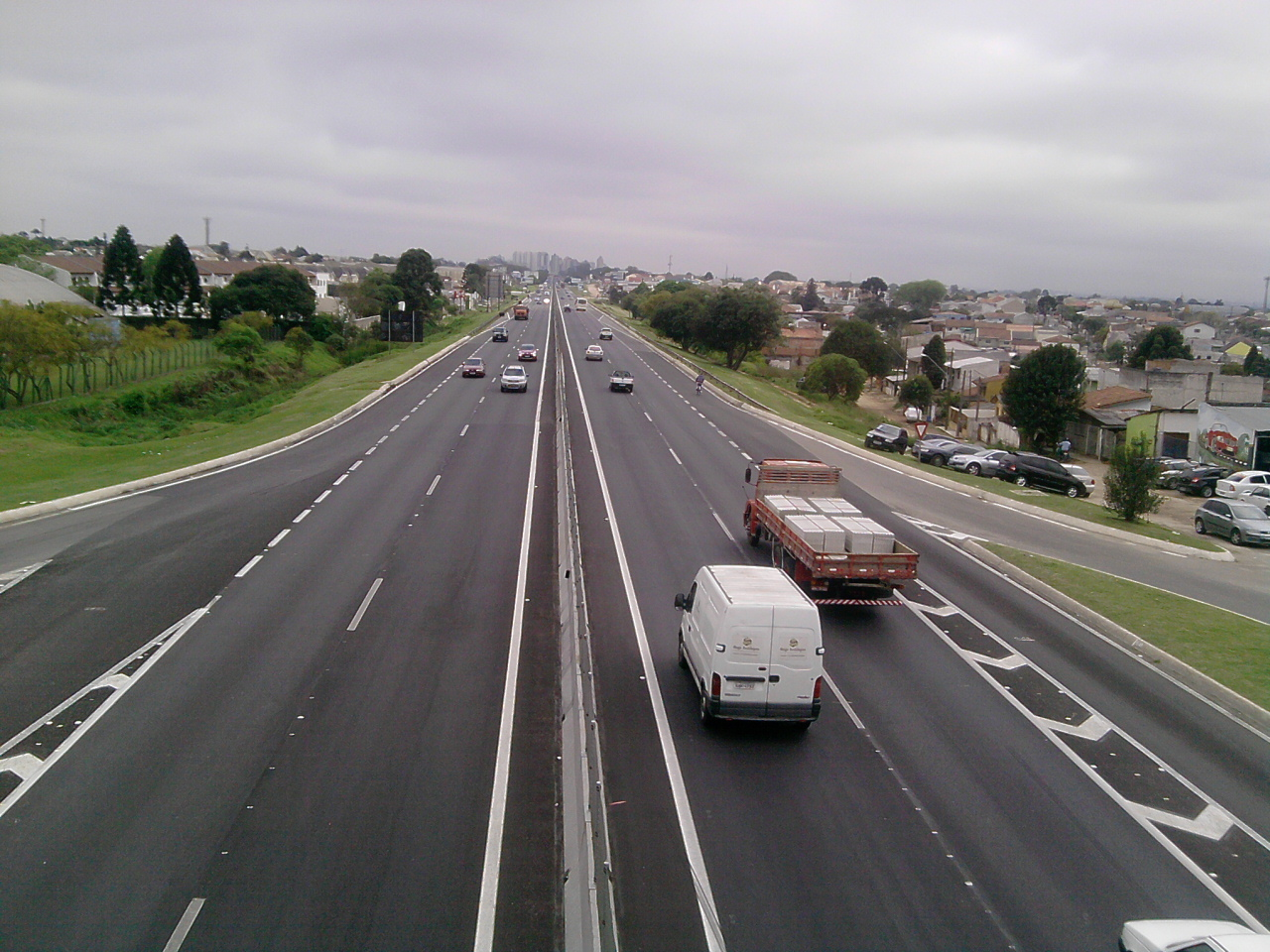
BR-277 en Curitiba.
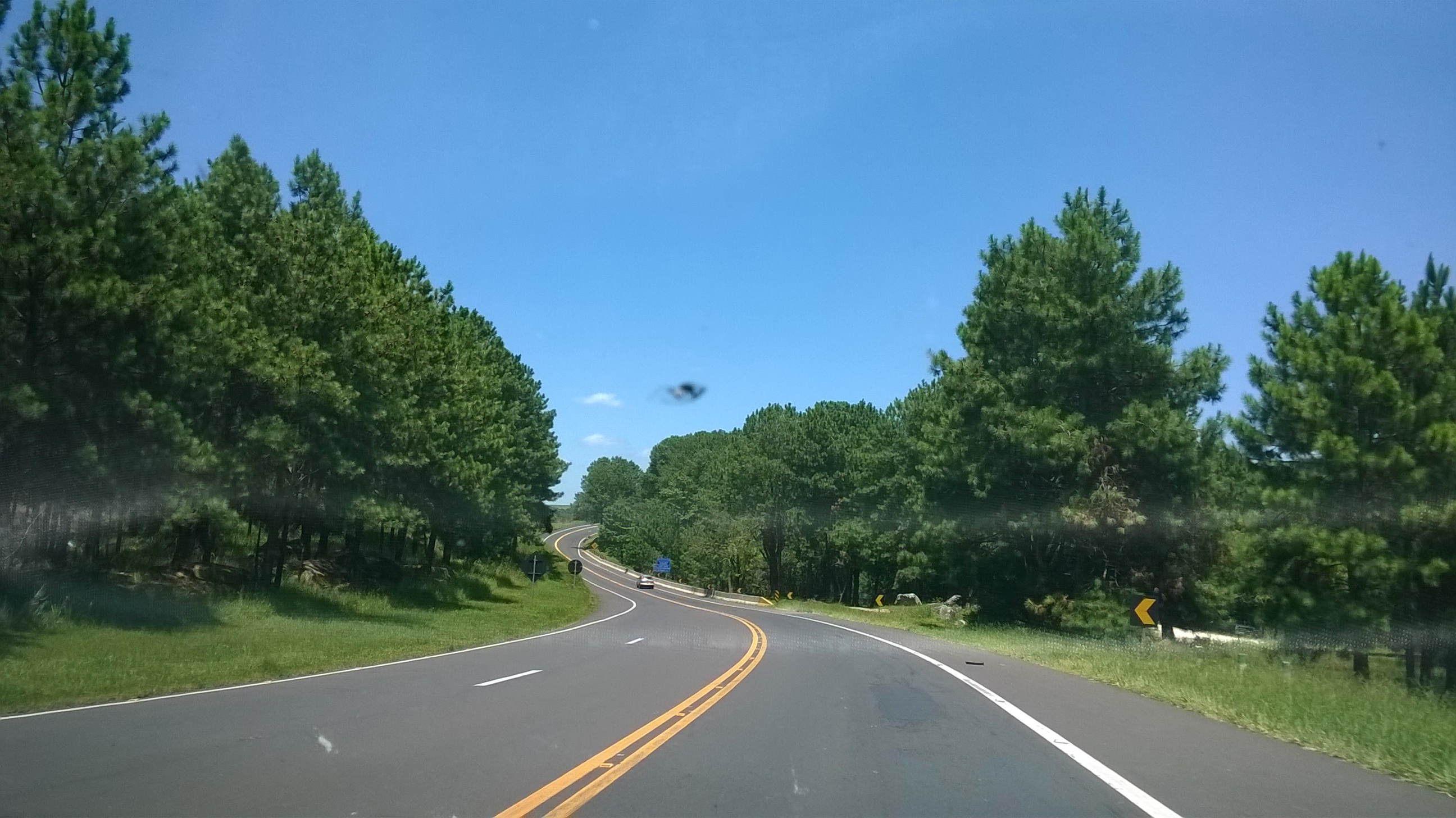
BR-277 en Balsa Nova.
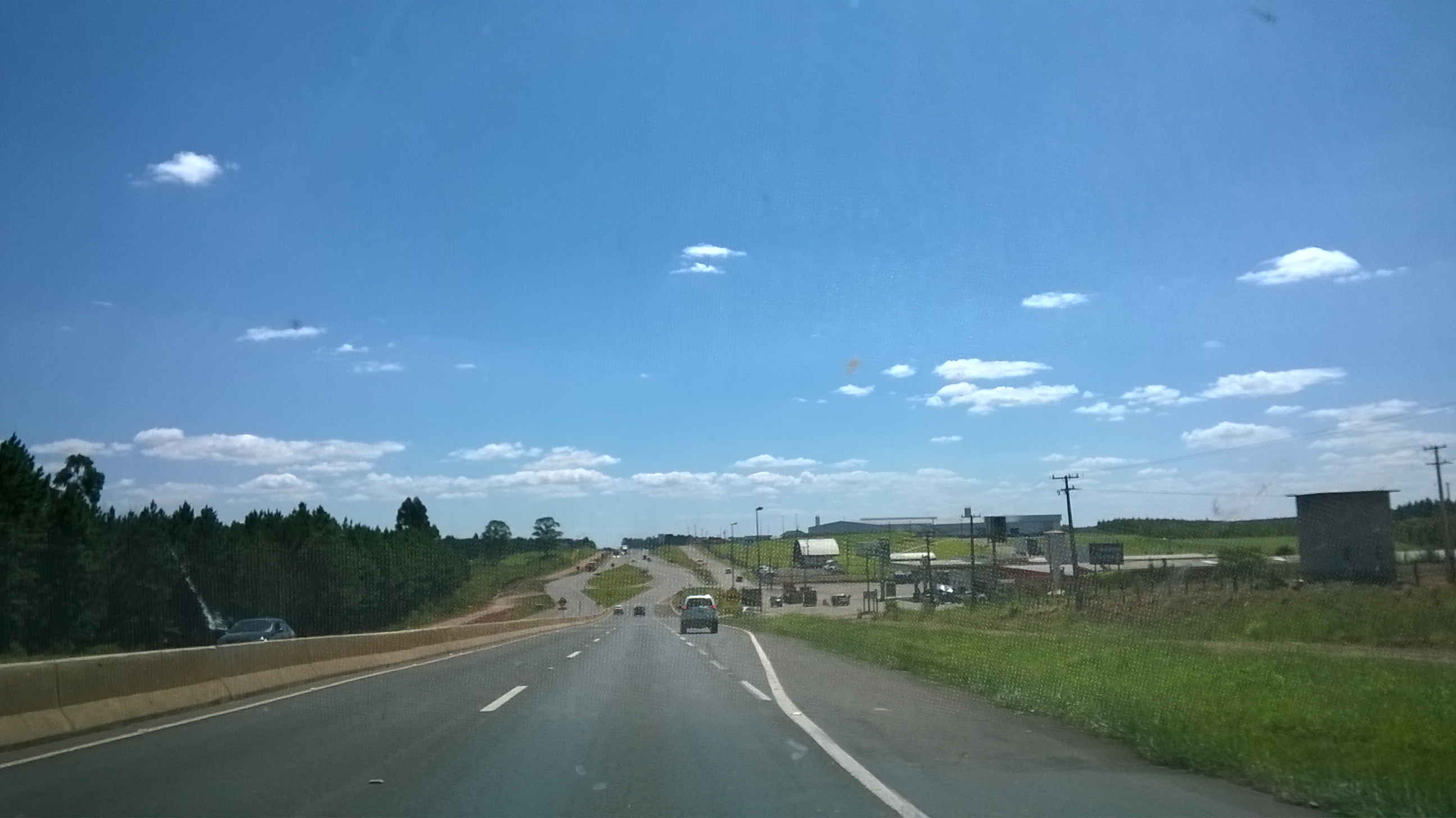
BR-277 en Guarapuava.
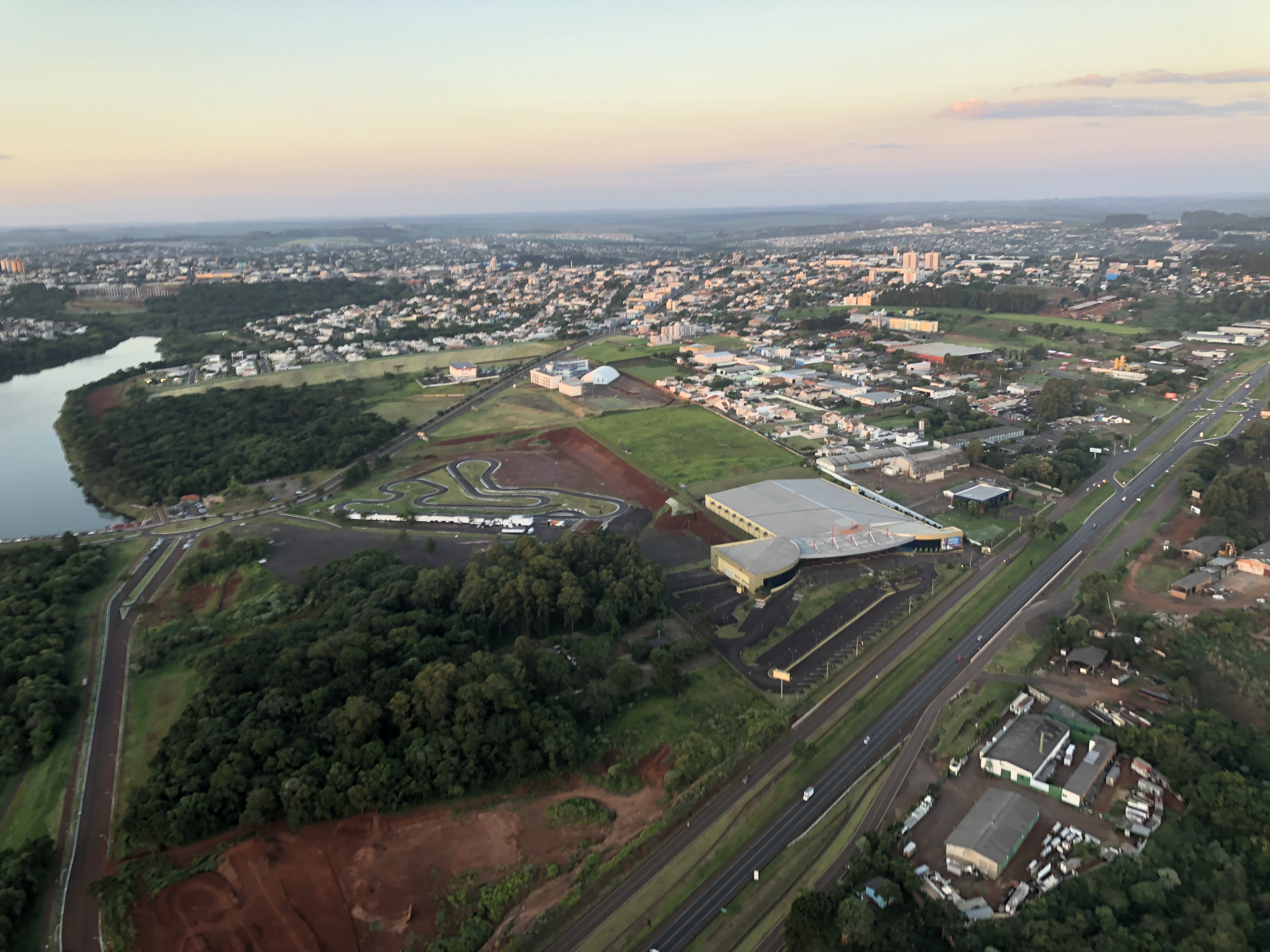
BR-277 en Cascavel.
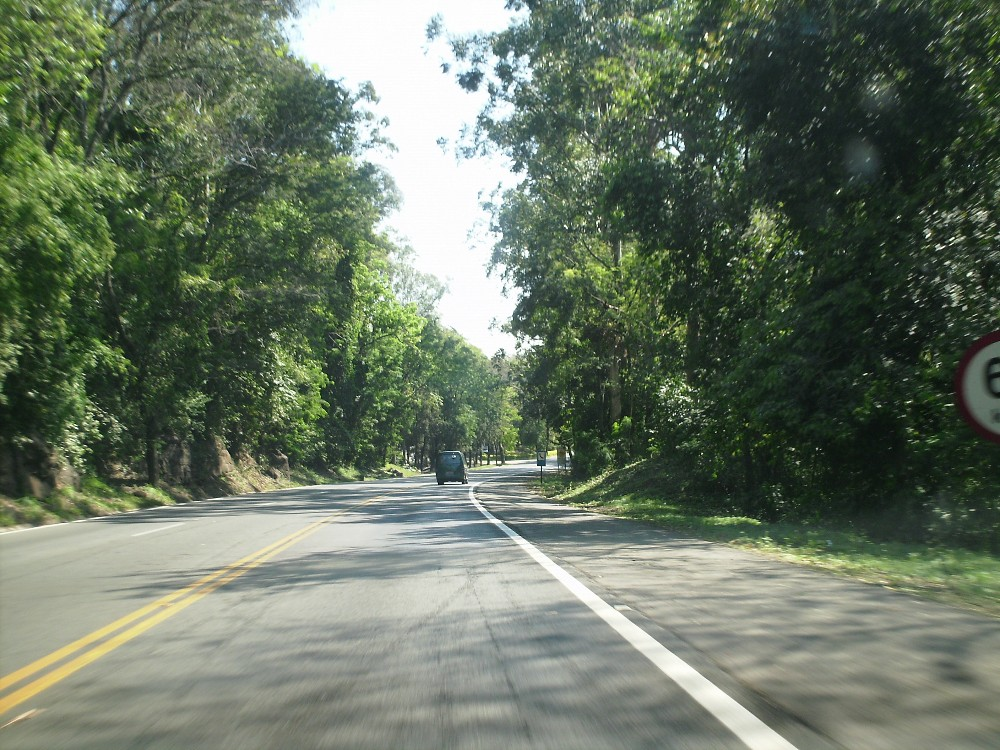
BR-277 en Matelândia.
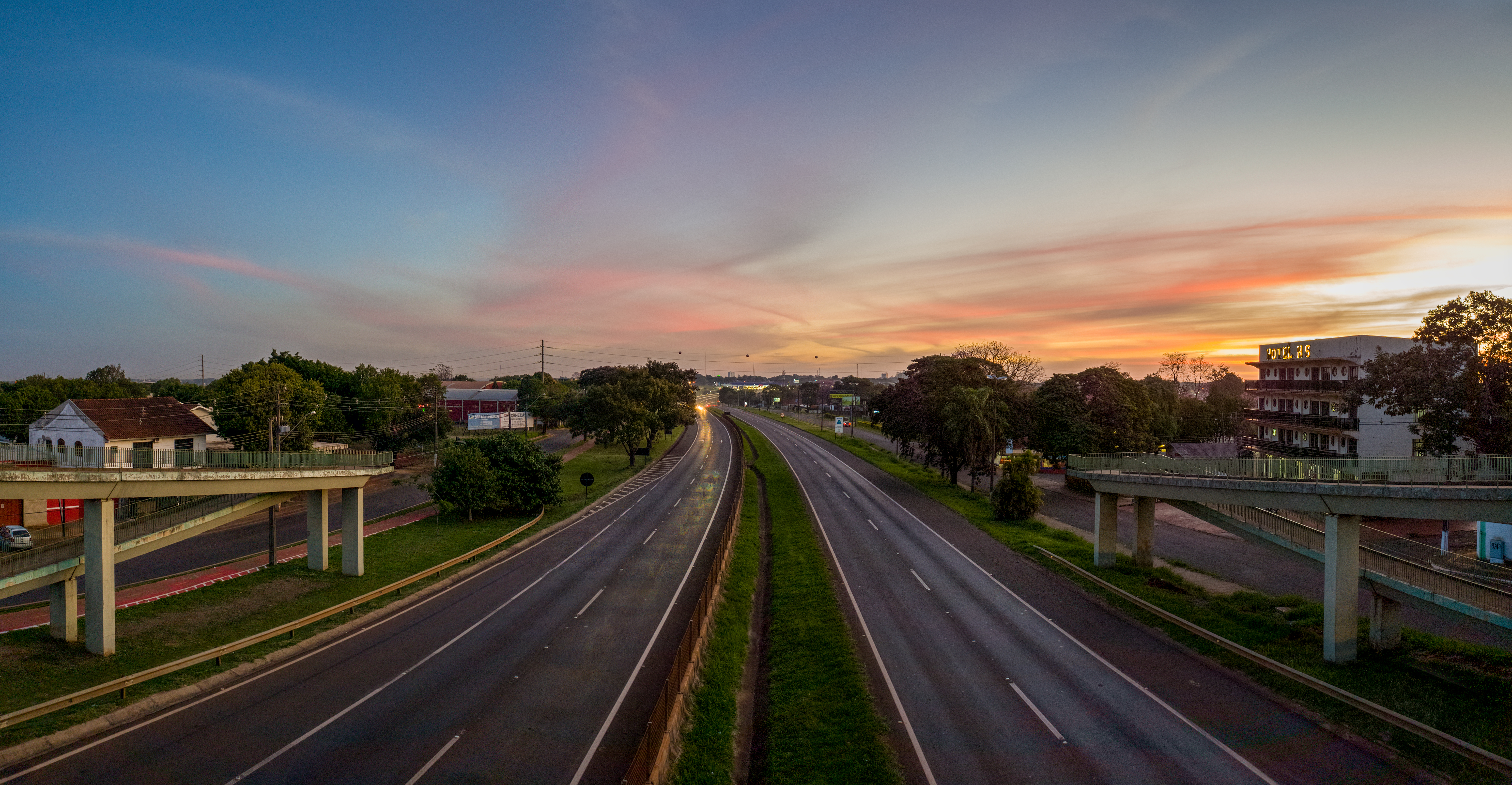
BR-277 en Foz do Iguaçu.